# Ednaswap
Ednaswap fue una banda de rock formada en 1993 y disuelta en 1999, en Los Ángeles, California, mayormente conocida por el sencillo «Torn» de 1995.

## Integrantes

### Exintegrantes
- Anne Preven - vocalista
- Scott Cutler - guitarra
- Rusty Anderson - guitarra
- Paul Bushnell - bajo
- Carla Azar - batería
- Scot Coogan - batería

## Discografía

### Álbumes de estudio
- 1995: Ednaswap
- 1997: Wacko Magneto
- 1998: Wonderland Park

### EP
- 1996: Chicken

### Sencillos
- «Glow»
- «Torn»
- «Clown Show»
- «Back on the Sun»